# Dolores Alexander
Dolores Alexander (Newark, 10 de agosto de 1931 – Palm Harbor, 13 de mayo de 2008) fue una periodista, empresaria y feminista lesbiana estadounidense. Fue directora ejecutiva de la Organización Nacional de Mujeres (NOW) de 1969 a 1970 y cofundadora de Women Against Pornography (WAP) en 1979.

## Trayectoria
Dolores Alexander nació en Newark, Nueva Jersey, en una familia de clase obrera. Se graduó de Lengua y Literatura en Universidad de Nueva York en 1961. Antes de graduarse, trabajó en The New York Times como corresponsal durante 10 meses donde tuvo su primera experiencia con el sexismo en el ámbito informativo: cuando solicitó puestos en el Times, un empleado masculino no la contrató como comentarista porque eso "provocaría una revolución en la sala de redacción". Después de graduarse, trabajó como reportera, editora y jefa de oficina en el Newark Evening News de 1961 a 1964. Posteriormente trabajó como reportera, editora y editora adjunta del departamento femenino en Newsday, y también como redactora de artículos para la revista de fin de semana de la publicación hasta 1969.

### Feminismo
En 1966, mientras trabajaba en Newsday, se encontró con un comunicado de prensa que anunciaba la creación de una nueva organización de derechos de las mujeres: la Organización Nacional de Mujeres (NOW). Entrevistó a Betty Friedan, y con su experiencia en los medios, se convirtió en presidenta del Subcomité de Monitoreo del Grupo de Trabajo Nacional sobre la Imagen de la Mujer en los Medios de Comunicación. Al regresar a Newsday, inscribió en NOW a todas las mujeres de la sala de redacción, e incluso ofreció pagar la cuota de 5 dólares a las mujeres que no podían permitirse hacerse miembros.
En diciembre de 1968, propuso un nuevo puesto en NOW, el de directora ejecutiva, para establecer una oficina en Nueva York, responder el correo, publicar un boletín informativo y realizar otros trabajos organizativos para NOW. Alexander dejó su trabajo en Newsday y comenzó a trabajar oficialmente como directora ejecutiva en febrero de 1969.
Durante este período, la presencia de lesbianas en la Organización Nacional de Mujeres se fue haciendo más visible tanto para sus miembros como para la prensa. Por un lado, Ivy Bottini, entonces presidenta de NOW de la ciudad de Nueva York, le contó a Alexander que el motivo de su divorcio era su lesbianismo. Por otro, Alexander contrató a Rita Mae Brown, que había anunciado su lesbianismo en una reunión de la sección de Nueva York, para un puesto vacante en la oficina nacional de NOW. Esto provocó algunas tensiones con Betty Friedan. 
En febrero de 1970, la junta directiva de NOW redujo las funciones laborales de Alexander como una forma de limitar sus interacciones con Friedan. Este hecho fue el precursor de su despido unos meses más tarde, debido en gran medida a la insistencia de Friedan en que Alexander fuera despedida porque era lesbiana. En marzo, en la conferencia nacional, Alexander fue relevada oficialmente de sus funciones y la Oficina Nacional de NOW se trasladó a Chicago, aunque Alexander continuó trabajando como directora ejecutiva hasta mayo, cuando renunció oficialmente.
Continuó dando conferencias sobre los derechos de las mujeres y trabajó con el New Feminist Talent Collective, formado por Jacqueline Ceballos que brindaba servicios de oradores sobre el movimiento de mujeres. Fue cofundadora y organizadora de Women Against Pornography (WAP) y trabajó con las New York Radical Feminists. Fue miembro de la junta directiva de la Asociación Nacional para la Derogación de las Leyes sobre el Aborto, miembro del consejo asesor del capítulo de Nueva York NOW y miembro del Club de Mujeres del Periodismo de Nueva York.
Además, ayudó a terminar con la práctica de los anuncios de empleo segregados por género en The New York Times, fue testigo de la purga lésbica de la Organización Nacional de Mujeres, participó en la Conferencia Nacional de Mujeres de 1977 en Houston y en la Conferencia Mundial sobre la Mujer de 1995 en Beijing.

### Mother Courage
En mayo de 1972, Alexander y Jill Ward abrieron Mother Courage, el primer restaurante feminista de los Estados Unidos, en 342 West 11th Street del Greenwich Village, Nueva York. El restaurante debe su nombre a la heroica protagonista femenina, Mother Courage, del drama homónimo de Bertolt Brecht. Ambas se aseguraron de que la gestión del negocio respondiera a los principios que defendía, garantizando igualdad de salarios y que cada puesto rotara entre todo el personal, de modo que cada mujer tuviera una apreciación de los problemas de todas las demás mujeres.
Mother Courage se convirtió en lugar de reunión y en referente para las feministas de la ciudad ya que, aunque era técnicamente mixto, las mujeres tenían prioridad y se adoptaron prácticas como ofrecer catar vino a las mujeres, incluso si estaban acompañadas por invitados masculinos o colocar la cuenta a la misma distancia de los comensales para no hacer suposiciones sobre quién iba a pagar la comida. En la celebración del tercer cumpleaños del restaurante, el 19 de mayo de 1975, organizó un buffet de champán con un pastel con la forma del símbolo de Venus. Al evento asistieron más de 100 invitados, incluyendo figuras destacadas del feminismo, como Gloria Steinem, Audre Lorde y Kate Millett.
Inspiró a muchos otros restaurantes feministas que se abrieron en todo el país. Estuvo abierto hasta 1977.

## Legado
Los documentos de Dolores Alexander se conservan en la Colección Sophia Smith del Smith College, y en la Biblioteca Schlesinger de la Universidad de Harvard.